# قائم (عبس)

تعديل مصدري - تعديل

قائم هي إحدى قرى عزلة بني حسن بمديرية عبس التابعة لمحافظة حجة، بلغ تعداد سكانها 240 نسمة حسب تعداد اليمن لعام 2004.